# Eaux du Pré-Saint-Gervais

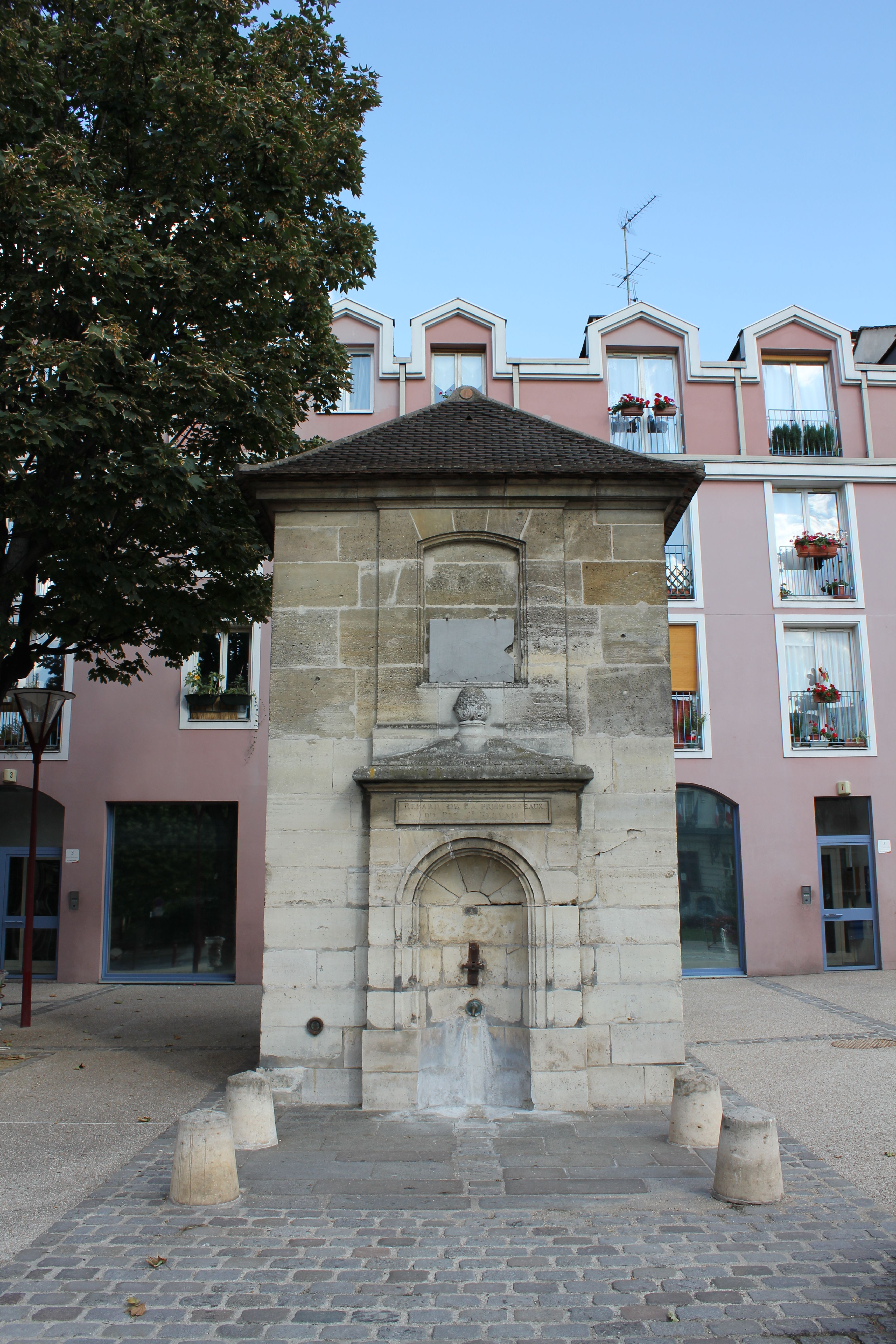
Fontaine du Pré-Saint-Gervais, en face de l'hôtel-de-ville

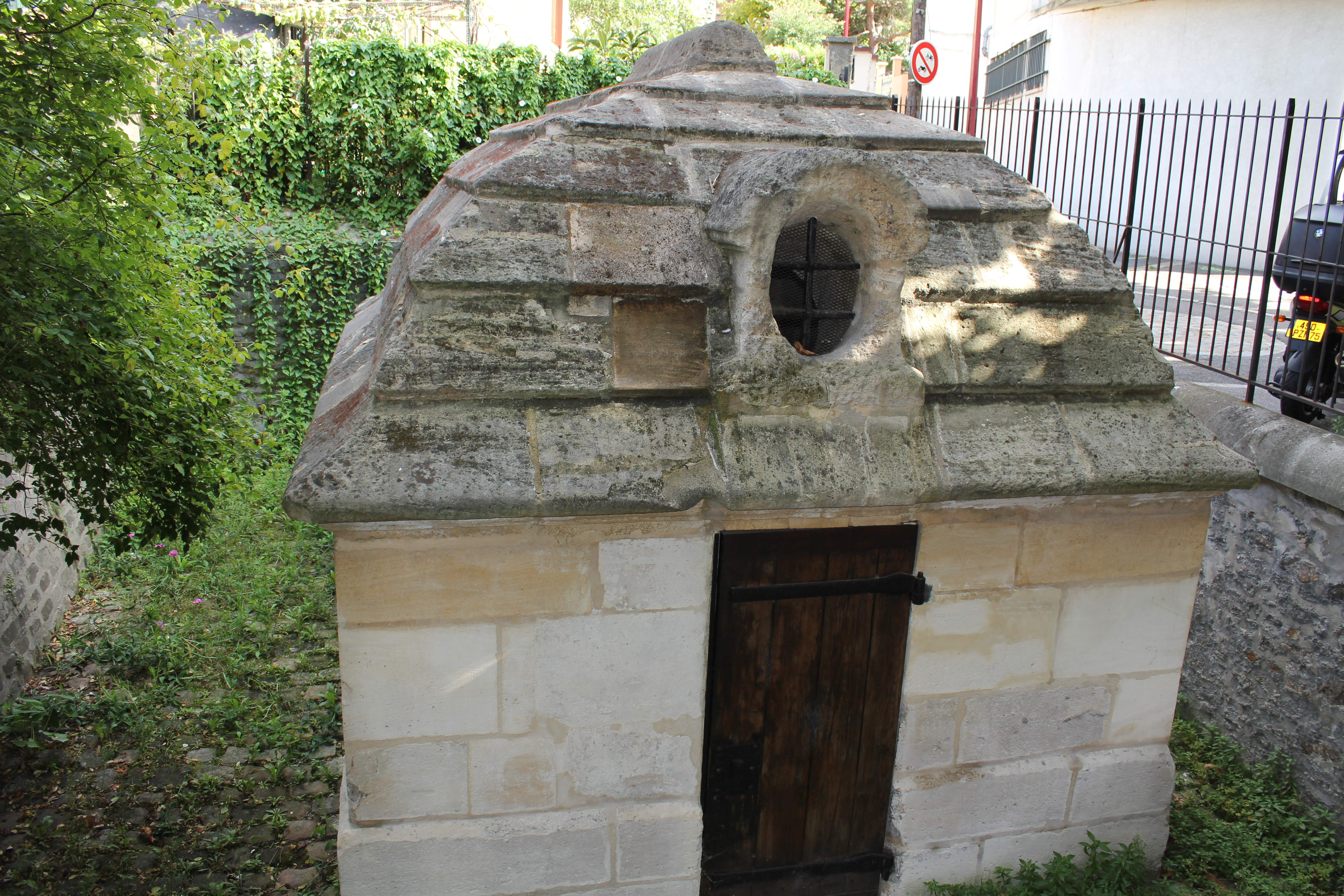
Regard du Trou-Morin, sente des Cornettes au Pré-Saint-Gervais

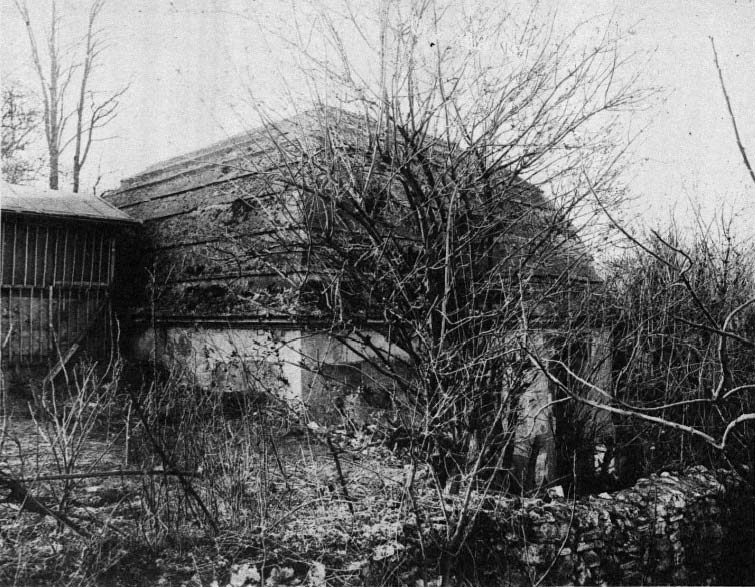
Regard des Maussins, boulevard Sérurier

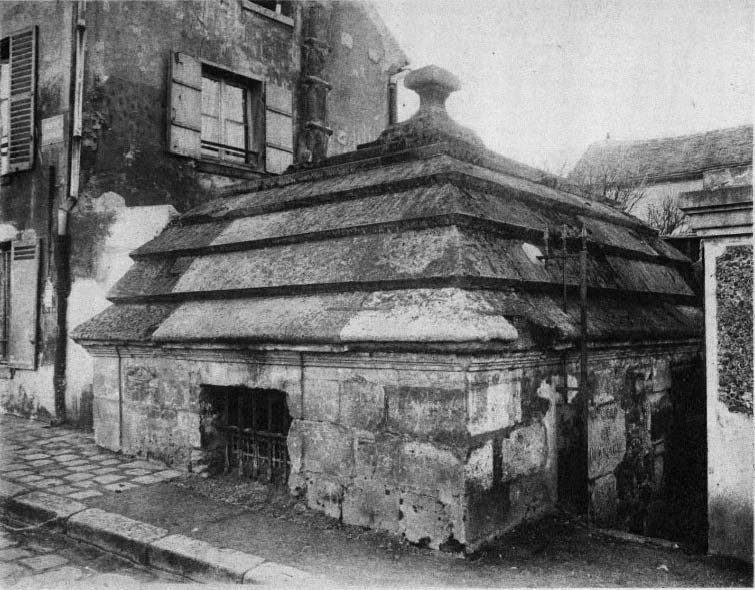
Regard du Bernage, avenue du Belvédère

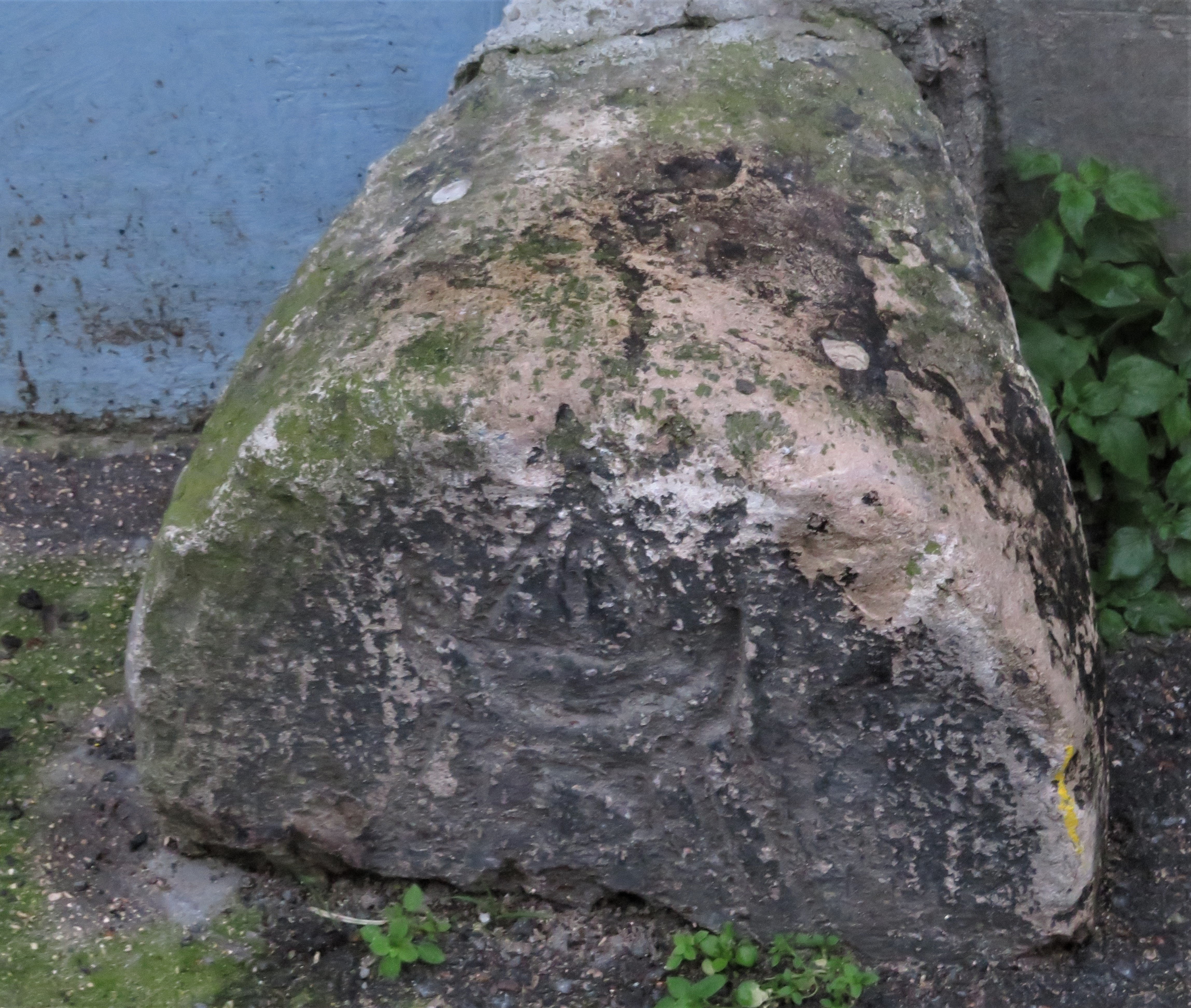
Borne des eaux 44 Rue Jean-Moulin (Les Lilas)

Les eaux du Pré-Saint-Gervais sont un ensemble d'aménagements hydrauliques situés à Paris, au Pré-Saint-Gervais et à Romainville plus précisément sur le territoire de l'actuelle commune des Lilas en France qui conduisaient les eaux des sources des collines du plateau de Romainville vers les zones en contrebas.

## Localisation
Les aménagements s'étendaient sur les communes du Pré-Saint-Gervais, des Lilas et sur le 19e arrondissement de Paris.

## Caractéristiques
Les eaux du Pré-Saint-Gervais sont un ensemble de rigoles acheminant les suintements du sol sablonneux du nord-est du plateau de Romainville vers des bassins, puis vers un aqueduc central permettant le transport de l'eau vers Paris, en contrebas.
Le réseau comprenait 3 ensembles de captage, « les sources du nord », qui se rejoignaient au regard du Pré-Saint-Gervais point de départ d’une conduite unique vers Paris.
- Un premier captant des sources à l’emplacement du pied des glacis de l’actuel fort de Romainville, rue Henri Barbusse, rue Jean-Moulin, boulevard Eugène, Decros, rue Marcelle sur le territoire de la commune des Lilas.
- Un deuxième, à l’emplacement de la rue Francine Fromond vers la rue Faidherbe  également aux Lilas.
- Un troisième sur la commune du Pré-Saint-Gervais.

Des sources à la fontaine du Pré-Saint-Gervais, l’eau s’écoulait dans des conduites, les  «pierrées » de 0,4 mètres de hauteur, de 0,16 à 0,32 mètres de largeur, dans des tranchées de 2 à 3 mètres de profondeur couvertes d’une chape de glaise pour éviter les infiltrations des eaux de surface. Des puisards établis de place en place permettaient l’inspection. Des regards étaient établis aux endroits où plusieurs pierrées se rejoignaient.
Des bornes aux armes de la ville de Paris indiquaient en surface l’emplacement de ces conduites.
Le parcours du réseau est jalonné de regards permettant de contrôler la qualité des eaux. Certains de ces regards ont disparu, y compris les quatre qui étaient situés en amont sur le territoire de la commune des Lilas. 
Les regards du Trou-Morin, des Maussins, du Bernage, ainsi que la fontaine du Pré-Saint-Gervais subsistent.
Une borne rue Jean-Moulin aux Lilas est un vestige de cet ancien réseau.

## Historique
Selon Bournon (1903), le captage des eaux du coteau de Romainville et notamment celles du Pré-Saint-Gervais serait d’abord l’œuvre des religieux du prieuré Saint-Lazare afin d’alimenter leur monastère. En 1178, les moines de la léproserie de Saint-Lazare acquirent le droit de construire un aqueduc à travers les vignes d'un particulier et d'y envoyer des ouvriers y faire les réparations nécessaires. Les eaux d’une source voisine du village du Pré-Saint-Gervais auraient ainsi été conduite vers le regard de la fontaine du Pré-Saint-Gervais avant d’être dirigées vers le prieuré. Les sources du Pré-Saint-Gervais sont canalisées par les moines de la léproserie de Saint-Lazare, à qui appartiennent alors les terrains.
Vers 1182, le roi Philippe-Auguste négocie avec les religieux de Saint-Lazare pour que les eaux alimentent désormais les premières fontaines publiques parisiennes. Cette conduite en terre cuite desservait notamment, la fontaine des Halles, le couvent des Filles-Dieu, la Fontaine du Ponceau et la fontaine des Innocents.
Avec l’industrialisation de la commune ce sont des eaux polluées qui stagnent avant de s’infiltrer dans le sol. Bientôt, les eaux souterraines, dont le volume a énormément baissé, deviennent impropres à la consommation. Dès 1862, l’eau de source du Pré Saint-Gervais, pourtant courue deux cents ans auparavant, est décrite comme dure et plâtreuse et ne sert plus qu’au nettoyage des rues et des égouts.
Plusieurs sources, dont quatre regards sur l'aqueduc construit au XIIIe siècle par la léproserie de Saint-Lazare (située à l'emplacement de l'ancienne Prison Saint-Lazare à Paris) pour acheminer les eaux du Pré vers leurs établissements, constituaient le réseau des « anciennes eaux » de la ville. 
Il subsiste quatre regards : 
- La « fontaine du Pré-Saint-Gervais » (place du Général Leclerc, 48° 52′ 59″ nord, 2° 24′ 13″ est) est le regard le plus important ;
- Le « regard du Trou-Morin » (sente des Cornettes, 48° 52′ 53″ nord, 2° 24′ 37″ est) sans doute d'origine médiévale et restauré au XVIe siècle ainsi qu'en 2004. Elle drainait les eaux des coteaux de Romainville et des Lilas ;
- le « regard du Bernage » (rue Alexander-Fleming, Paris 19e), contre le mur de soutènement du boulevard Périphérique. Le regard a été rénové au XVIIIe siècle.
- la « fontaine Saint Pierre » située en haut de l'avenue Faidherbe fut démolie au XIXe siècle.
- La dernière fontaine regard a été transférée porte des Lilas à Paris, le « regard des Maussins » (boulevard Sérurier, 48° 52′ 39″ N, 2° 24′ 25″ E). Le regard, originellement sur la commune du Pré-Saint-Gervais, a été reconstruit au XVIIe siècle, puis déplacé à 350 mètres au sud-est de son emplacement primitif lors de la réalisation du réservoir des Lilas.

Ces ouvrages sont classés au titre des monuments historiques en 1899.